# Albert J. Libchaber
Albert J. Libchaber (* 23. října 1934) je francouzsko-americký fyzik, profesor na Rockefellerově univerzitě.  V roce 1986 získal Wolfovu cenu za fyziku.

## Vzdělání
Libchaber získal bakalářský titul z matematiky na Pařížské univerzitě v roce 1956 a inženýrský titul z École normale supérieure v roce 1958. Magisterský titul z fyziky získal roku 1959 na Univerzitě Illinois v Urbana Champaign a doktorát z fyziky poté roku 1965 na École normale supérieure.

## Akademická kariéra
Od roku 1983 do roku 1991 byl profesorem na Chicagské univerzitě, poté získal profesorské místo na Princetonské univerzitě. Roku 1994 nastoupil na Rockefellerovu univerzitu.

## Výzkum
Hlavní Lichhaberovy příspěvky ve fyzice jsou v experimentální fyzice kondenzovaných látek.  Zejména provedl experimenty v nichž pozoroval narušení kaskády, které vede ke vzniku chaosu a turbulencí v Raleygh-Benardově systému. Podařilo se mu pozorovat teplotní výkyvy systému, aniž by narušil prostředí. Tímto způsobem jasně pozoroval bifurkaci, která vede k chaosu. Potvrdil tak teoretické předpovědi Mitchella Feigenbauma. Svoje experimenty prováděl nejdříve s izotopem helium 4, později použil rtuť, na kterou aplikoval magnetické pole, aby získal další stupeň volnosti. Za tyto úspěchy byli Libchaber a Feigenbaum oceněni Wolfovou cenou za fyziku. 